# Wojciech Jarmuż
Wojciech Jarmuż (ur. 5 stycznia 1984 w Słupsku) – polski piłkarz występujący na pozycji lewego obrońcy lub pomocnika.

## Życiorys
Jarmuż jest wychowankiem Jantaru Ustka. Przed sezonem 2004/2005 przeszedł do ekstraklasowej Wisły Płock. Spędził tam tylko pół roku i wystąpił w jednym spotkaniu w barwach pierwszej drużyny - był to mecz 3. kolejki Pucharu Polski z Odrą Wodzisław, zakończony remisem 1:1 (27 października). Pojawił się na boisku w 79 minucie i 8 minut później strzelił bramkę dla zespołu z Płocka.
Na rundę wiosenną przeniósł się już do Unii Janikowo. Zajął z nią 2. miejsce w III lidze, grupie drugiej. W barażach Unia przegrała jednak dwumecz o awans do II ligi z Piastem Gliwice, a Jarmuż nie zagrał w obu spotkaniach. Grał tam jeszcze przez pół roku.
Rundę wiosenną sezonu 2005/2006 zaczął jako zawodnik Zdroju Ciechocinek. Zajął z nim 5. miejsce w grupie drugiej.
Na kolejny sezon wrócił do Unii Janikowo, która grała już w rozgrywkach II ligi. Na tym szczeblu rozgrywek Jarmuż zadebiutował 29 lipca 2006 roku w spotkaniu z Lechią Gdańsk (2:2). 30 września doszło do niecodziennego wydarzenia - w spotkaniu z Miedzią Legnica (1:5) Jarmuż otrzymał czerwoną kartkę już w 1 minucie spotkania.
Od rundy wiosennej sezonu 2006/2007 był zawodnikiem łódzkiego Widzewa. W jego barwach zadebiutował 27 lutego 2007 roku w przegranym 0:3 meczu Pucharu Ekstraklasy z Górnikiem Łęczna.
W Ekstraklasie zadebiutował 3 marca w zakończonym bezbramkowym remisem meczu Dyskobolia - Widzew. W pierwszym sezonie zagrał w Widzewie 8 spotkań w Ekstraklasie. Kolejny sezon zakończył wraz z łódzkim zespołem na 15. miejscu w tabeli i spadł do I ligi (zagrał w 6 meczach Ekstraklasy). Jak dotąd, rozegrał w najwyższej klasie rozgrywkowej 14 spotkań.
W sezonie 2008/2009 zagrał w 18 spotkaniach ligowych Widzewa i wywalczył z nim awans do Ekstraklasy po zajęciu 1. miejsca, lecz z powodu decyzji PZPN związanej z aferą korupcyjną musiał pozostać na kolejny sezon w I lidze.
W rundzie jesiennej sezonu 2009/2010 leczył głównie kontuzję i nie zagrał w ani jednym spotkaniu Widzewa. Przed rundą wiosenną rozwiązał kontrakt z łódzkim klubem za porozumieniem stron.
20 lutego podpisał umowę z Flotą Świnoujście. W jej barwach zadebiutował 12 marca w meczu z Pogonią Szczecin (0:0).
Na kolejny sezon Jarmuż przeniósł się do GKS-u Bełchatów. W barwach tego klubu zadebiutował 18 września w spotkaniu z Górnikiem Zabrze (0:1). Jest to jak na razie jedyny występ zawodnika w Ekstraklasie w barwach GKS-u. 19 stycznia 2012 rozwiązał kontrakt z klubem.

## Kariera piłkarska
| Sezon        | Klub              | Mecze | Gole |
| ------------ | ----------------- | ----- | ---- |
| 2002-2003    | Jantar Ustka      | -     | -    |
| 2003-2004(w) | Jantar Ustka      | -     | -    |
| 2004-2005(j) | Wisła Płock       | 0     | 0    |
| 2004-2005(w) | Unia Janikowo     | -     | -    |
| 2005-2006(j) | Unia Janikowo     | -     | -    |
| 2005-2006(w) | Zdrój Ciechocinek | -     | -    |
| 2006-2007(j) | Unia Janikowo     | 13    | 0    |
| 2006-2007(w) | Widzew Łódź       | 8     | 0    |
| 2007-2008    | Widzew Łódź       | 6     | 0    |
| 2008-2009    | Widzew Łódź       | 18    | 0    |
| 2009-2010(j) | Widzew Łódź       | 0     | 0    |
| 2009-2010(w) | Flota Świnoujście | 8     | 0    |
| 2010-2011    | GKS Bełchatów     | 1     | 0    |